# Bricqueville-la-Blouette
Bricqueville-la-Blouette is een gemeente in het Franse departement Manche (regio Normandië) en telt 540 inwoners (1999). De plaats maakt deel uit van het arrondissement Coutances.

## Geografie
De oppervlakte van Bricqueville-la-Blouette bedraagt 6,3 km², de bevolkingsdichtheid is 85,7 inwoners per km².
De onderstaande kaart toont de ligging van Bricqueville-la-Blouette met de belangrijkste infrastructuur en aangrenzende gemeenten.

## Demografie
Onderstaande figuur toont het verloop van het inwonertal (bron: INSEE-tellingen).

1. ↑  Populations de référence 2022.